# Episodi di Zack e Cody sul ponte di comando (prima stagione)
La prima stagione della serie televisiva Zack e Cody sul ponte di comando, formata da 21 episodi, è stata trasmessa negli Stati Uniti dal 26 settembre 2008 al 17 luglio 2009 su Disney Channel.
In Italia la stagione è andata in onda dall'11 gennaio al 9 ottobre 2009 tutti i lunedì alle 18:55 su Disney Channel Italia e in chiaro su Italia 1.
| nº | Titolo originale                                     | Titolo italiano                                                  | Prima TV USA      | Prima TV Italia   |
| -- | ---------------------------------------------------- | ---------------------------------------------------------------- | ----------------- | ----------------- |
| 1  | The Suite Life Sets Sail                             | Primo giorno alla Seven Seas High                                | 26 settembre 2008 | 11 gennaio 2009   |
| 2  | Parrot Island                                        | L'isola dei pappagalli                                           | 27 settembre 2008 | 12 gennaio 2009   |
| 3  | Broke 'N' Yo-Yo                                      | Spiacente, credito esaurito                                      | 3 ottobre 2008    | 19 gennaio 2009   |
| 4  | The Kidney of the Sea                                | Il rene dell'oceano                                              | 10 ottobre 2008   | 26 gennaio 2009   |
| 5  | Showgirls                                            | Follie sotto le stelle                                           | 17 ottobre 2008   | 2 febbraio 2009   |
| 6  | International Dateline                               | La linea del cambiamento di data                                 | 24 ottobre 2008   | 9 febbraio 2009   |
| 7  | It's All Greek to Me                                 | L'amuleto di Afrodite                                            | 7 novembre 2008   | 16 febbraio 2009  |
| 8  | Sea Monster Mash                                     | Gertie delle Galapagos                                           | 14 novembre 2008  | 23 febbraio 2009  |
| 9  | Flowers and Chocolate                                | Fiori e cioccolatini                                             | 21 novembre 2008  | 2 marzo 2009      |
| 10 | Boo You                                              | Buu per te!                                                      | 5 dicembre 2008   | 9 marzo 2009      |
| 11 | seaHarmony                                           | Ah, questi single...                                             | 12 dicembre 2008  | 16 marzo 2009     |
| 12 | The Swami and the Mommy                              | La mamma e il santone                                            | 9 gennaio 2009    | 13 aprile 2009    |
| 13 | Maddie on Deck                                       | Maddie a bordo                                                   | 16 gennaio 2009   | 30 marzo 2009     |
| 14 | When in Rome...                                      | Tutti a Roma                                                     | 23 gennaio 2009   | 20 aprile 2009    |
| 15 | Shipnotized                                          | Ipnotizzata                                                      | 30 gennaio 2009   | 27 aprile 2009    |
| 16 | Mom and Dad on Deck                                  | Mamma e papà a bordo                                             | 20 febbraio 2009  | 4 maggio 2009     |
| 17 | The Wrong Stuff                                      | E il vincitore è...                                              | 20 marzo 2009     | 27 luglio 2009    |
| 18 | Splash & Trash                                       | Sirene e spazzatura                                              | 17 aprile 2009    | 3 agosto 2009     |
| 19 | Much Ado About Nothing                               | Molto rumore per nulla                                           | 1º maggio 2009    | 14 settembre 2009 |
| 20 | Cruisin' for a Bruisin'                              | In infermeria                                                    | 5 giugno 2009     | 24 agosto 2009    |
| 21 | Double-Crossed (Wizards on Deck with Hannah Montana) | Doppio scambio (I maghi sul ponte di comando con Hannah Montana) | 17 luglio 2009    | 9 ottobre 2009    |

## Primo giorno alla Seven Seas High
- Titolo originale: The Suite Life Sets Sail
- Diretto da: Jim Drake
- Scritto da: Pamela Eells & Danny Kallis

### Trama
Zack, Cody e London salpano a bordo della SS Tipton per frequentare la Seven Seas High: i gemelli salutano Carey, pronti alla loro prima esperienza lontani dalla famiglia, mentre London è stata mandata dal padre a vivere lontana dal lusso della sua suite per imparare a cavarsela da sola.
Dopo aver condiviso la camera al Tipton Hotel, stavolta i gemelli sono sistemati in cabine diverse: Zack finisce con Bailey, una ragazza che si è travestita da maschio perché non ci sono abbastanza alloggi femminili, mentre a Cody tocca Woody, un ragazzo trasandato esattamente come suo fratello.
London è insoddisfatta all'idea di dover condividere la cabina con qualcuno e manda via la sua compagna di stanza Padma, dandole dei gioielli con i quali fare shopping al molo, così da farla scendere dalla nave; nel frattempo Zack è insospettito dal comportamento di Bailey e capisce ben presto che è una ragazza, impegnandosi con lei a mantenere il segreto.
Zack, Cody, London e Bailey stanno giocando a un videogioco quando sentono l'allarme antincendio, senza sapere che si tratta di una semplice esercitazione come aveva annunciato un attimo prima l'altoparlante: caduti nella vasca idromassaggio, si scopre che Bailey è una ragazza.
Moseby e l'insegnante della Seven Seas High, la signorina Tutweiller, sistemano Bailey con London, ma quest'ultima si rifiuta e la sera stessa fugge a bordo di un elicottero diretta, come scrive nella lettera che ha lasciato, all'Isola dei pappagalli.
- Guest star: Kim Rhodes (Carey Martin), Erin Cardillo (Emma Tutuweiller), Tiya Sircar (Padma), Matthew Timmons (Woody Fink), Ginette Rhodes (signora Pickett)

## L'isola dei pappagalli
- Titolo originale: Parrot Island
- Diretto da: Richard Correll
- Scritto da: Danny Kallis & Pamela Eells

### Trama
La nave si ferma sulla desolata Isola dei pappagalli per recuperare London: sul luogo, ridotto alla desolazione, è rimasto un solo abitante, Simms, che impersona tutti i ruoli.
Simms ha incarcerato London perché suo padre è il responsabile delle assennate politiche di disboscamento che hanno ridotto l'isola al degrado: per essere rilasciata deve risarcire Simms di 10000000 $, ma London non intende versare quella somma.
In carcere con lei finisce anche Moseby, accusato da Simms di ricoprire un ruolo importante all'interno dell'impresa Tipton.
Bailey trova un maiale, Porkers, e finisce in cella con Woody: Zack e Cody cercano di salvarli, ma vengono colti in flagrante da Simms e seguono lo stesso destino dei loro amici.
I gemelli iniziano a discutere su chi di loro due possa corteggiare Bailey, ma Moseby ha saputo che si è appena lasciata con il fidanzato e che non cerca altre storie al momento: Zack vuole solo ragazze senza pensieri e decide di lasciarla a Cody.
Bailey riesce a comandare Porkers e si fa dare le chiavi per evadere dalla cella: London, sentendosi in colpa per i danni del padre, stacca a Simms un assegno per risarcirli tutti.
- Guest star: Lillian Adams (signora Pepperman), Erin Cardillo (Emma Tutuweiller), Stuart Pankin (Simms), Matthew Timmons (Woody Fink)

## Spiacente, credito esaurito
- Titolo originale: Broke 'N' Yo-Yo
- Diretto da: Jim Drake
- Scritto da: Adam I. Lapidus & Jeny Quine

### Trama
Per corteggiare la sua nuova fiamma Piper, Zack ha dato fondo alla sua carta di credito e anche a quella di Cody: quei soldi servivano loro per mantenersi agli studi per tutto il semestre.
I gemelli chiedono aiuto a Moseby che li mette a lavorare sullo sky-dech: Zack come barista e Cody quale addetto agli asciugamani.
La nave organizza un torneo di yo-yo e Zack convince Cody a iscriversi per poter vincere un cospicuo assegno, mentre lui farà il lavoro di entrambi per poter dare al fratello la possibilità di prepararsi.
Cody si aggiudica la gara perché il vincitore effettivo, l'esperto Johan Yo, non poteva partecipare in quanto la gara era aperta ai soli dilettanti.
L'assegno della vittoria viene però sequestrato da Moseby perché Zack, durante l'esibizione di Cody, ha causato dei danni con lo spara-arance meccanico: i gemelli devono quindi continuare a svolgere i loro lavori per tutto il tempo che trascorreranno a bordo della nave.
London fatica ad accettare la presenza di Bailey nella sua cabina e, non volendo averla vicina mentre dorme, le costruisce un piano rialzato dove può stare lontana da lei.
Il soppalco è scomodo e Bailey, su suggerimento di Zack che le consiglia di prendersi gioco di London, le fa credere che la cabina sia presa d'assalto dai tarli di mare e che soltanto su un piano rialzato si è al sicuro.
London, impaurita, propone a Bailey lo scambio dei posti letto: Bailey però si pente e chiede scusa a London, ottenendo la possibilità di dormire vicine.
- Guest star: Kara Crane (Piper), Grant Johnson (Johan Yo), Christian Alexander (Evan), Jay Hayden (Ted)

## Il rene dell'oceano
- Titolo originale: The Kidney of the Sea
- Diretto da: Ellen Gittelsohn
- Scritto da: Jeff Hodsden & Tim Pollock

### Trama
Zack conosce Violet e tra i due nasce un rapporto che rischia di andare oltre l'amicizia: questo attira le gelosie di Ashton, il fidanzato della ragazza.
Zack viene invitato a cena con la famiglia di Violet in un ristorante piuttosto elegante, ma Ashton non perde occasione per sottolineare la sua inadeguatezza rispetto alla loro classe e la madre di Violet dà sempre ragione al futuro genero, dato che vuole fargli sposare sua figlia in un matrimonio di convenienza, e la tratta come se fosse una bambina. Nel frattempo, Ivana e Porkers non possono convivere nella stessa cabina: London e Bailey chiedono perciò a Cody di arbitrare una gara di intelligenza tra i due animali, il cui perdente abbandonerà la nave. Entrambe le ragazze cercano di corrompere Cody, London con una bustarella e Bailey promettendogli di baciarlo, ma le prove sono sempre vinte da Porkers.
Sullo sky-dech si festeggia il compleanno della madre di Violet e Ashton nasconde un diamante del Rene dell'oceano nella tasca di Zack per incolparlo del furto.
Durante l'ultima sfida Ivana e Porkers, che devono trovare degli oggetti, saltano addosso ad Ashton e rivelano che è lui il vero ladro del diamante.
- Guest star: Christa B. Allen (Violet), Shannon Holt (signora Berg), Aaron Perilo (Ashton)
- Note: la puntata è ispirata al film Titanic con Zack nel ruolo di Jack Dawson e Violet in quello di Rose Dewitt Bukater, mentre la collana Cuore dell'oceano viene chiamata Rene dell'oceano. Infatti, Zack e Violet sopra lo sky deck assumono la posizione di Jack e Rose sulla prua del Titanic e alla fine dell'episodio, Violet getta nel mare il Rene dell'Oceano, come esattamente Rose alla fine del film. In più, Ashton (il fidanzato di Violet) è una parodia di Cal Hockley (il fidanzato di Rose) e la signora Berg (la madre di Violet) è una parodia della signora Bukater (madre di Rose).

## Follie sotto le stelle
- Titolo originale: Showgirls
- Diretto da: Shelley Jensen
- Scritto da: Howard Nemetz & Dan Signer

### Trama
Una sera Zack e Cody, travestendosi, riescono ad intrufolarsi in uno spettacolo per adulti, che prevede l'esibizione di ballerine poco vestite. Una di esse si avvicina e i due fratelli notano che indossa una cavigliera con un ciondolo a forma di cuore. Il giorno seguente si accorgono che la Tutweiller porta la stessa cavigliera e credono che l'insegnante sia una showgirl; Bailey e London non sono d'accordo: sono infatti convinte che la donna stia frequentando il signor Moseby e non avrebbe tempo per un doppio lavoro. Per scoprire la verità i quattro organizzano un piano: Bailey e London si travestono da showgirl e si intrufolano nel camerino per trovare una ballerina con la cavigliera. Mentre cercano, le ragazze vengono trascinate sul palco e costrette ad esibirsi; sopraggiunti anche i gemelli, i quattro mandano a monte lo spettacolo e vengono scoperti da Moseby e Tutweiller. Rivelate le intenzioni degli studenti, i due adulti negano le loro accuse e li mettono in punizione. Solo dopo che i ragazzi si sono allontanati, Moseby ringrazia la Tutweiller per aver sostituito una delle ballerine la sera precedente.
- Guest star: Erin Cardillo (Emma Tutuweiller), Windell Middlebrooks (Kirby Morris), Matthew Timmons (Woody Fink), Michael B. Levin (Ira Dinkleman).

## La linea del cambiamento di data
- Titolo originale: International Dateline
- Diretto da: Ellen Gittelsohn
- Scritto da: Jeny Quine & Dan Signer

### Trama
La nave si sta avvicinando alla linea internazionale del cambio di data che verrà attraversata durante il ballo della scuola.
Cody la considera l'occasione giusta per dichiararsi a Bailey e uscire dalla zona amicizia, ma c'è una tempesta e la nave viene colpita da un fulmine proprio nel momento in cui varca la linea.
Cody continua a rivivere lo stesso giorno e ogni volta cerca di dichiararsi a Bailey, ma succede sempre qualche imprevisto che rovina tutto. Per interrompere il circolo vizioso, Cody entra nella cabina del comandante e rallenta la nave in modo che non venga colpita dal fulmine.
Cody torna al ballo e trova Bailey che balla con l'affascinante Olden, ma Zack gli ha dato da mangiare dei gamberetti avariati che lo fanno vomitare sui piedi di Bailey: Cody ha ancora qualche possibilità.
- Guest star: Lillian Adams (signora Pepperman), Rachael Kathryn Bell (Addison), Erin Cardillo (Emma Tutuweiller), Chad Duell (Olden), Steve Monroe (Haggis), Matthew Timmons (Woody Fink)
- Nota: in questo episodio è assente Marion Moseby.

## L'amuleto di Afrodite
- Titolo originale: It's All Greek to Me
- Diretto da: Jim Geoghan
- Scritto da: Shelley Jensen

### Trama
La nave è in Grecia: il prezioso amuleto di Afrodite verrà esposto in un museo dove lavora Milos, cugino di Arwin.
Cody vuole accelerare il piano di sei mesi che ha elaborato per conquistare Bailey e si fa dare da Milos un doppione dell'amuleto da regalarle, senza sapere che si tratta dell'originale. Nel frattempo, London deve sostituire il padre all'inaugurazione ed è alle prese con un discorso che non sa come scrivere. L'illuminazione le arriva quando sogna di essere Afrodite e capisce come mai quell'amuleto sia così importante, così riesce a scrivere un buon discorso che commuove perfino il signor Moseby.
Zack, Cody e Bailey si intrufolano all'inaugurazione travestiti da statue per sostituire l'amuleto una volta che la cerimonia è finita, ma vengono sorpresi e Milos rischia il licenziamento.
London minaccia il direttore del museo che, se licenzierà Milos, lei dirà a suo padre di revocare la donazione: così Milos non solo non perde il lavoro, ma guadagna addirittura una promozione quale vice direttore del reparto souvenir.
- Guest star: Adam Bay (Adonis), Erin Cardillo (Emma Tutuweiller), John Kapelos (Elias), Brian Stepanek (Milos/Arwin)
- Note: nel sogno di London lei è Afrodite, Moseby interpreta Hermes e il signor Tipton è Zeus.

## Gertie delle Galapagos
- Titolo originale: Sea Monster Mash
- Diretto da: Rich Correll
- Scritto da: Adam Lapidus

### Trama
Alla classe viene assegnato un progetto di scienze da svolgere in coppia su un tema a propria scelta.
Zack si offende perché Cody, dopo aver lavorato insieme tutti questi anni, stavolta ha deciso di mettersi con Bailey in un progetto su Gertie delle Galápagos, un mostro leggendario che dovrebbe comparire nelle acque in cui la nave sta navigando. Zack, che non può sfruttare come al solito il lavoro del fratello, finisce con London e Woody che sono addirittura più pigri di lui e decide di boicottare l'esperimento di Cody, facendogli credere di aver avvistato realmente Gertie.
Cody, che nel frattempo ha litigato con Bailey perché si ostina a credere nell'esistenza del mostro, una volta che si accorge dello scherzo di Zack gli manda un biglietto in cui dice di odiarlo.
London e Woody hanno preso tre piante e osservato la loro reazione al contatto con diverse sostanze: una di esse diventa un rampicante gigantesco che intrappola loro due e Zack.
- Guest star: Matthew Timmons (Woody Fink)

## Fiori e cioccolatini
- Titolo originale: Flowers and Chocolate
- Diretto da: Rich Correll
- Scritto da: Danny Kallis e Jim Geoghan

### Trama
Sulla SS Tipton salgono Bob e Barbara, i quali si sono fidanzati, ma non hanno il coraggio di dirlo ai gemelli, in particolare a Cody che era il vecchio ragazzo di Barbara. Dal canto suo, anche Cody ha paura di confidare a Barbara che ha rivalutato la loro relazione e che si sente attratto da Bailey.
Una volta che Bob e Barbara si dichiarano, Cody le confessa di essersi fidanzato con Bailey, approfittando dell'assenza della ragazza impegnata in un'escursione: quando però Bailey fa improvvisamente ritorno, Cody non osa chiederle di reggergli il gioco. Anche London ha visite, è infatti arrivata la sua amica Chelsea, ma la signorina Tipton le nasconde il fatto che non è più la London ricca del Tipton Hotel che poteva permettersi una lussuosa suite e assume Woody affinché finga di essere il suo maggiordomo personale.
I ragazzi vanno a una proiezione cinematografica sullo sky-dech e durante la serata viene fuori tutta la verità. Il giorno dopo Bailey spiega a Cody che, se le avesse chiesto di fingersi la sua fidanzata per far ingelosire Barbara, lei avrebbe accettato volentieri. Bob chiede scusa a Zack perché non possono più passare tanto tempo insieme, dato che adesso è fidanzato con Barbara. Chelsea promette a London che non racconterà alle amiche ricche che è costretta a vivere in povertà con gente comune.
- Guest star: Brittany Curran (Chelsea), Sophie Tamiko Oda (Barbara Brownstein), Charlie Stewart (Bob), Matthew Timmons (Woody Fink), Jennifer Tisdale (Connie)
- Nota: in questo episodio è assente Marion Moseby.

## Buu per te!
- Titolo originale: Boo You
- Diretto da: Phill Lewis
- Scritto da: Danny Kallis e Jim Geoghan

### Trama
Zack e Cody vengono a sapere che Kirby non ha finito il liceo, essendo stato costretto ad abbandonare gli studi per aiutare la famiglia, e lo convincono a sostenere l'esame da privatista.
Kirby, attanagliato dalla paura di fallire, scappa dalla sede d'esame: i gemelli lo aiutano a rilassarsi, ma nessuno dei loro suggerimenti sembra funzionare. Alla fine trovano un modo: far rispondere Kirby con una web-cam nascosta collegata con la Tutweiller, che lo promuove e gli consegna il diploma in una cerimonia organizzata appositamente per lui. London torna a condurre il suo web-show Viva Me, assumendo Woody come assistente: nella rubrica Buu per te London si diverte a prendere in giro Bailey, con scherzi anche poco simpatici. Resasi conto che ha esagerato, London vuole farsi perdonare da Bailey e le organizza una cena con Olden: convinta che si tratti dell'ennesimo scherzo da parte di London, Bailey manda tutto a monte.
- Guest star: Erin Cardillo (Emma Tutweiller), Chad Duell (Olden), Daniel Durant (violinista), Matthew Timmons, Windell Middlebrooks (Kirby Morris), Matthew Timmons (Woody Fink)
- Nota: in questo episodio è assente Marion Moseby.

## Ah, questi single...
- Titolo originale: seaHarmony
- Diretto da: Lex Passaris
- Scritto da: Billy Riback

### Trama
Mosbey e la Tutweiller puniscono i ragazzi perché con i loro giochi disturbano la tranquillità dei passeggeri e stabiliscono che ognuno di loro possa aver accesso allo sky-dech per un'ora al giorno.
Nel frattempo la nave organizza un incontro per single che compilano un questionario online e vengono accoppiati sulla base delle risposte che hanno dato.
Zack e London convincono Moseby e la Tutweiller a sottoporsi al questionario, in modo tale che trovandosi dei fidanzati non li tormentino più, ma entrambi risultano essere incompatibili con chiunque: allora i due ragazzi manipolano i loro test per farli risultare compatibili tra di loro. Moseby e la Tutweiller iniziano a frequentarsi e infatti i ragazzi sono liberi di fare quello che vogliono, ma a un certo punto i due litigano e tornano a essere inflessibili. Nel tentativo di farli tornare insieme, London si fa scappare che lei e Zack hanno manipolato i loro test e vengono messi in punizione. Intanto Cody spia il test di Bailey per vedere cosa le piace in un ragazzo, senza sapere che ha dato alcune risposte vere e le altre false. Cody inizia a comportarsi di conseguenza alle risposte e, una volta che Bailey si accorge che ha sbirciato nel suo questionario, gli dà il benservito.
- Guest star: Erin Cardillo (Emma Tutuweiller)

## La mamma e il santone
- Titolo originale: "The Swami and the mommy"
- Diretto da: Lex Passaris
- Scritto da: Jeny Quine e Dan Signer

### Trama
La nave approda in India. Zack e Cody fanno un'escursione su un monte dove il maestro Swami tiene lezioni di yoga: i gemelli finiscono i soldi e Swami li fa lavorare nel suo call-center. Padma torna sulla nave e chiede aiuto a London perché sua madre, credendola studentessa della Seven Seas High, le farà visita. London non intende accettare, ma Padma la minaccia di raccontare al signor Moseby che il primo giorno di scuola l'ha corrotta con dei gioielli perché non voleva dividere la cabina con lei. La messinscena non regge e Padma deve dire la verità a sua madre, la quale accetta di iscriverla alla scuola il semestre successivo. Moseby è in un'interminabile coda per riparare il computer: dopo giorni di attesa gli operatori che ricevono la chiamata sono Zack e Cody che, pensando li stesse chiamando per fargli la ramanzina, gli mettono giù.
- Guest star: Rizwan Manji (Swami), Sarah Ripard (Gitanjali), Tiya Sircar (Padma)
- Nota: in questo episodio è assente Bailey Pickett.

## Maddie a bordo
- Titolo originale: Maddie on Deck
- Diretto da: Lex Passaris
- Scritto da: Jeff Hodsden & Tim Pollock

### Trama
Tutti sono in trepidante attesa per l'arrivo di Maddie, in particolare Zack che spera di conquistarla sin dai tempi del Tipton Hotel. La comitiva visita un castello nello stato del Lichtenstam, dove l'araldo comunica a Maddie che il principe Jeffy l'ha notata e vorrebbe invitarla a un ballo. Maddie accetta, ma non sa che Jeffy è un bambino di 8 anni e che, secondo la tradizione locale, lo deve sposare. Cody consulta un antico papiro e trova che l'unico modo per impedire il matrimonio è che il principe venga sfidato a duello prima della proclamazione degli sposi. Zack sfida Jeffy in una giostra con i galleggianti da piscina e la palla rimbalzante  . Dopo aver perso i primi due round, si galvanizza per un bacio di Maddie e ribalta l'esito della sfida. L'araldo propone a Maddie di conoscere Timmy, il fratello del principe Jeffy, ma la ragazza fugge con Zack senza sapere che Timmy è più grande di Jeffy e viene subito accalappiato da London.
- Guest star: Ashley Tisdale (Maddie Fitzpatrick), Scott Dreier (Harold l'araldo), Cale Hoelzeman (principe Timmy), Uriah Shelton (principe Jeffy)

## Tutti a Roma
- Titolo originale: "When in Rome..."
- Diretto da: Lex Passaris
- Scritto da: Jeff Hodsden e Tim Pollock

### Trama
La nave approda a Ostia.
Zack e Cody si fanno assumere come cuochi nel ristorante di Gigi, talmente rinomato che bisogna prenotare un tavolo con anni e anni di anticipo.
Cody fa cadere una delle stelle di qualità nel sugo e, nel tentativo di recuperarla, si immerge completamente nella tinozza per poi essere cacciato da Gigi.
London si innamora del giovane musicista Luca, ma lo zio del ragazzo disapprova che il nipote si sprechi per una turista e vuole che le estorca del denaro.
Luca si pente di quello che ha fatto e, assieme a Moseby e Bailey, architetta uno stratagemma per tornare nuovamente in possesso dei soldi: i tre fingono che Moseby sia un famoso discografico che ha fatto fare successo a Bailey e che adesso vuole scritturare Luca.
L'inganno va a buon fine e Luca restituisce i soldi a London sotto gli occhi di suo zio che s'intristisce per il "disonorevole" comportamento del nipote.
- Guest star: Jacopo Sarno (Luca Fendini), Joe Nipote (Marcos), Sandra Purpuro (Gigi)

## Ipnotizzata
- Titolo originale: Shipnotized
- Diretto da: Shelley Jensen
- Scritto da: Jim Geoghan & Danny Kallis

### Trama
Zack si prende una cotta per Olivia, figlia di uno stimato insegnante di Harvard di nome Cabot, e viene ricambiato. I due giovani però non possono frequentarsi, perché il ragazzo non è ben visto dal padre di lei. Così Zack ha un'idea: Cody, per fare una buona impressione in previsione di una sua ammissione ad Harvard, fa finta di corteggiare Olivia e la passa a prendere in cabina, per poi lasciarla andare con Zack e riportarla a fine appuntamento. Il piano funziona e i ragazzi decidono di usarlo una seconda sera. Nel frattempo London, dopo aver assistito ad uno spettacolo di ipnosi, inizia a comportarsi come Bailey; quest'ultima inizialmente ne è contenta, ma poi le cose diventano ingestibili e la ragazza porta di nuovo l'amica dal prestigiatore, che la fa tornare normale. Durante lo spettacolo di conversione, però, viene colpita anche Olivia, che scappa via per divertirsi come ha sempre voluto e si tuffa in piscina. I gemelli cercano di farla tornare in sé, ma vengono scoperti da Cabot. La ragazza spiega come stanno le cose e il padre, furioso, comunica a Cody che non entrerà mai ad Harvard; Zack difende il fratello e insieme affrontano l'uomo, per poi andarsene.
- Guest star: Gilland Jones (Olivia Jones), Hamilton Mitchell (Cabot), Alec Ledd (Enzo Biscotti), Emily Morris (ragazza), Adam Tait (ragazzo)
- Nota: in questo episodio è assente Marion Moseby.

## Mamma e papà a bordo
- Titolo originale: " Mom and Dad on Deck"
- Diretto da: Ellen Gittelsohn
- Scritto da: Danny Kallis, Adam I. Lapidus & Jeny Quine

### Trama
Zack e Cody pregustano un weekend da maschi con loro padre Kurt, ma a sorpresa si imbarca anche mamma Carey e i loro piani vanno così in fumo.
Kurt regala ai ragazzi una macchina perché aveva promesso di insegnargli a guidare per il foglio rosa, il che naturalmente crea scompiglio sulla nave soprattutto perché Zack guida come un forsennato, mentre Cody è fin troppo prudente.
Moseby chiede a Kurt e Carey di sostituire una coppia in uno spettacolo serale sullo sky-dech e, se dovessero riscuotere particolare successo, potrebbero anche stabilirsi sulla nave in pianta stabile.
I gemelli, che non vogliono certo avere i genitori tra i piedi, boicottano il loro show che risulta essere un fallimento, anche se si erano accorti di quanto stava accadendo.
Kurt e Carey fanno uno scherzo ai figli, facendogli credere che lo spettacolo è stato un successo e che quindi si trasferiranno a vivere con loro: i genitori si dicono delusi dal fatto che non gli hanno detto in faccia di non volerli sulla nave, ma per il loro bene hanno deciso di rifiutare il contratto.
Moseby è triste perché è il suo compleanno, ma nessuno si è ricordato di fargli gli auguri.
London, per rallegrarlo, gli regala un lucida-diamanti che ovviamente Moseby non gradisce e spiega a London che i regali devono servire a chi li riceve, non a chi li fa.
Allora London rimedia regalandogli un cd di opera e un kit di fazzoletti, che in effetti Moseby apprezza molto, oltre a un buono London vattene.
- Guest star: Kim Rhodes (Carey Martin), Robert Torti (Kurt Martin)
- Nota: in questo episodio è assente Bailey Pickett.

## E il vincitore è...
- Titolo originale: "The Wrong Stuff"
- Diretto da: Ellen Gittelsohn
- Scritto da: Pamela Eells, Jim Geoghan, Danny Kallis, Adam I. Lapidus & Jeny Quine

### Trama
Zack sostituisce Connie nell'animazione degli anziani e si trova alle prese con il signor Barker, un uomo molto scontroso che non vuole divertirsi e partecipare alle attività.
Di fronte all'ennesimo rifiuto, Zack senza volerlo lo offende e poi va nella sua cabina a scusarsi, scoprendo che da giovane è stato un pilota da biporto ed era un mattacchione, intristito dagli acciacchi della sua età.
Nel frattempo, London deve partire per una missione commerciale sullo spazio e ha bisogno di un compagno: Cody e Woody litigano per andarci, così London li sottopone ad alcune prove per appurare chi di loro due sia il più indicato.
La prima prova è un test che Cody fallisce perché ha risposto seriamente alle domande scientifiche di London, mentre Woody ha vinto perché anziché rispondere l'ha riempita di complimenti.
Anche la seconda prova, una corsa a ostacoli, viene vinta da Woody perché la sera prima ha appestato l'aria con la sua puzza impedendo a Cody di dormire.
Cody si vendica offrendo a Woody una pizza piena di formaggio, proprio prima della terza prova in cui devono resistere a una giostra che gira: inevitabilmente, il ragazzo vomita e Cody vince la prova.
Nella quarta e ultima prova Cody entra nel computer di Woody e manomette il suo discorso, scrivendo cose offensive sul conto di London.
Alla fine però, a sorpresa, London sceglie come accompagnatore il signor Barker perché potrebbe essere l'ultima grande avventura della sua vita.
- Guest star: Lillian Adams (signora Pepperman), Gavin MacLeod (Barker), Matthew Timmons (Woody Fink)
- Nota: in questo episodio sono assenti sia Marion Moseby sia Bailey Pickett. Questo è quindi l'unico episodio della serie Zack e Cody sul ponte di comando in cui sono assenti sia Marion Moseby sia Bailey Pickett.

## Sirene e spazzatura
- Titolo originale: Splash & Trash
- Diretto da: Richard Correll
- Scritto da: Pamela Eells & Dan Signer

### Trama
Marissa, una ragazza che ha perso la memoria, viene ripescata dall'oceano: Zack si innamora di lei, ma Woody gli instilla il dubbio che sia una sirena. In realtà Marissa è un'atleta che si sta allenando per le Olimpiadi e che si lamenta del fatto che suo padre, nonché allenatore, le impedisce di rilassarsi. Zack le insegna come non fare nulla e a Marissa piace talmente tanto il suo nuovo stile di vita che sta pensando di lasciare la squadra di nuoto, ma Zack le fa capire che non deve arrivare al punto di rinunciare alla sua passione, cercando invece di trovare il giusto compromesso tra sport e divertimento. Cody è stufo del comportamento tenuto dai passeggeri, i quali sprecano gli asciugamani senza avere rispetto per l'ambiente: Moseby, di fronte alle eccessive rimostranze del ragazzo, lo licenzia.
Cody si traveste da mostro dei rifiuti per portare l'attenzione della gente sui rischi futuri per il pianeta se questi comportamenti sbagliati continueranno: Moseby decide di riassumerlo e si dice disposto a seguire alcuni dei suoi suggerimenti.
- Guest star: Allie Gonino (Marissa), Matthew Timmons (Woody Fink)
- Nota: in questo episodio è assente Bailey Pickett.

## Molto rumore per nulla
- Titolo Originale: Mulch ado about nothing
- Diretto da: Danny Kallis
- Scritto da: Pamela Eells O' Connell

### Trama
Bailey soffre la nostalgia di casa, così Cody propone di organizzare il festival del grano di Kettelcorn sullo sky-deck per farle tornare l'allegria. Cody sa che Bailey non ha mai vinto il titolo di regina del grano, così chiede agli amici di far vincere loro due perché può essere l'occasione giusta per dichiararsi. Peccato però che London abbia invitato sulla nave Moose, l'ex fidanzato di Bailey, con il quale si era lasciata prima di partire da casa. Cody è gelosissimo di Moose e lo sfida a vari giochi, perdendo sempre, e ha paura che Bailey possa preferire lui perché è più mascolino. In effetti, Moose è salito a bordo per proporre a Bailey di tornare insieme: quest'ultima, fortemente combattuta, chiede consiglio a Cody che, onestamente, le suggerisce di seguire il suo cuore. Allora Bailey capisce che ha costruito delle belle amicizie a bordo della nave e che sarebbe un peccato lasciarle, così comunica a Moose che non vuole tornare a casa e tanto meno insieme a lui, anche perché è sempre stato un tipo possessivo che non l'ha mai lasciata libera di fare le sue scelte. Cody esulta perché ha intuito che Bailey prova qualcosa per lui, anche se dice di aver appena preso una finta mosca, che lascia subito andare.
- Guest star: Hutch Dano (Moose), Matthew Timmons (Woody Fink)

## In infermeria
- Titolo Originale: Cruisin' for a Bruisin'
- Diretto da: Lex Passaris
- Scritto da: Danny Kallis

### Trama
Moseby scivola sul gelato di Zack e viene travolto da Kirby, finendo ricoverato nella sua cabina: tutti vogliono aiutarlo ma gli causano più dolori di prima.
Moseby chiede a Zack e Cody di aiutare Connie a organizzare il party per il capitano Lanceford, premurandosi di consegnargli un preziosissimo cimelio consistente in una bottiglia con all'interno una miniatura della nave.
Connie fa cadere la bottiglia, allora London interviene con le pinzette da manicure per metterla a posto.
Moseby, che non si sente affatto tranquillo all'idea che la pazza Connie organizzi la festa da sola, si presenta in pigiama e sulla sedia a rotelle pur di presenziare e, quando tenta di scendere le scale, precipita addosso a Kirby che schiaccia con il suo peso Zack, Cody e Connie.
Moseby prende in mano la bottiglia, ma la fa cadere proprio sotto gli occhi del capitano. Alla fine in infermeria ci finiscono, assieme a Moseby, anche Zack, Cody e Connie: a intrattenerli è London che legge loro la favola di Riccioli d'oro e i tre maggiordomi.
- Guest star: Jennifer Tisdale (Connie), Windell Middlebrooks (Kirby Morris)
- Nota: in questo episodio è assente Bailey Pickett.

## Doppio scambio
- Titolo originale: Double-Crossed (Wizards on Deck with Hannah Montana)
- Diretto da: Richard Correll
- Scritto da: Danny Kallis

### Trama
Sulla S.S. Tipton ci sono Hannah Montana, che terrà un concerto alle Hawaii, e i maghi di Waverly, in vacanza per conto proprio. Alex gioca un brutto scherzo a Justin e si rifugia nella cabina di Zack, accusato da Moseby di essere l'autore dello scherzo: Justin invece sa benissimo che la responsabile è Alex. Cody vuole coronare il suo piano di sei mesi per conquistare Bailey e, venendo a sapere che è una fan sfegatata di Hannah Montana, finge di avere i biglietti del concerto per fare colpo. Cody tenta di prodigarsi in ogni modo per vincere i biglietti, ma proprio quando sta per vincere una caccia al tesoro viene placcato da Zack che lo accusa di averlo voluto incastrare con lo scherzo a Justin. Cody e Bailey incontrano Hannah Montana che, ricordandosi di averlo visto al Tipton, gli regala i due biglietti più il pass per il backstage: Bailey bacia Cody e finalmente si fidanzano. Quando Alex ammette di essere l'autrice dello scherzo a Justin, il signor Moseby per la prima volta è costretto a scusarsi con Zack per non avergli creduto. Max corteggia London e lei gli promette che, quando a scuola si troveranno nella stessa classe, lui potrà sederle vicino.
- Guest star: David Henrie (Justin Russo), Emily Osment (Lily Truscott), Jake T. Austin (Max Russo), Matthew Timmons (Woody Fink), Miley Cyrus (Miley Stewart/Hannah Montana), Selena Gomez (Alex Russo), Windell Middlebrooks (Kirby Morris)
- Seconda parte del crossover tra i Maghi di Waverly, questa serie e Hannah Montana.